# أندي أندرسون
أندي أندرسون (بالإنجليزية: Andy Anderson)‏ هو ممثل أسترالي، ولد في 18 يوليو 1947 في نيوزيلندا.

## وصلات خارجية
- أندي أندرسون على موقع IMDb (الإنجليزية)
- أندي أندرسون على موقع ميوزك برينز (الإنجليزية)
- أندي أندرسون على موقع ديسكوغز (الإنجليزية)
- أندي أندرسون على موقع قاعدة بيانات الفيلم (الإنجليزية)